# Павел II (патриарх Константинопольский)
Павел II — патриарх Константинопольский (641—653).

## Биография
До избрания на патриарший престол Павел был экономом при соборе Святой Софии.
По своим взглядам Павел являлся монофелитом. Он старался ввести в обиход императорский указ «Типос», который запрещал любые споры по поводу монофелитства.
На Латеранском соборе (649) в Риме патриарх Павел II был объявлен еретиком.
Согласно житию святителя Мартина I, папы Римского, будучи уже при смерти, Павел молил царя Константа II остановить издевательства над папой.
27 декабря 653 года Павел II скончался.